# Atelopus ignescens
Atelopus ignescens is een kikker uit de familie padden (Bufonidae) en het geslacht klompvoetkikkers (Atelopus). De soort komt endemisch voor in Ecuador. Atelopus ignescens werd voor het eerst wetenschappelijk beschreven door Emilio Cornalia in 1849.

## Verspreiding
Voorheen was Atelopus ignescens erg algemeen in de hooglanden van de noordelijke Andes in Ecuador. Bergbossen en páramo van 2.800 tot 4.200 meter boven zeeniveau vormen het leefgebied. Het verspreidingsgebied liep van de provincie Imbabura tot aan de provincies Chimborazo en Bolívar. Vermeende waarnemingen uit zuidelijk Colombia bleken onjuist. Aan het einde van de jaren tachtig namen de aantallen van Atelopus ignescens fors af en lange tijd dateerde de laatste waarneming uit 1988, toen bij Cayambe een exemplaar werd gezien. Chytridiomycose en klimaatsveranderingen werden geduid als vermoedelijke oorzaken van het verdwijnen. Door de internationale natuurbeschermingsorganisatie IUCN werd de soort als uitgestorven beschouwd. In 2016 werd een nieuwe waarneming van Atelopus ignescens bekendgemaakt. De locatie werd geheim gehouden. In de zoektocht naar nog levende exemplaren van de soort, had het Centro Jambatu een beloning van duizend Amerikaanse dollar uitgeloofd. De tienjarige David Jalaica vond samen met zijn broer in april 2016 een populatie in een alfalfaveld. Door het Centro Jambatu werden 54 individuen en een groot aantal kikkervisjes gevangen voor de opzet van een kweekprogramma.

## Uiterlijke kenmerken
Atelopus ignescens heeft een zwarte kleur met een oranjerode buik. De soortnaam, die "vlambaar" betekent, verwijst naar de kleur van de buik.

## Leefwijze
Atelopus ignescens leeft op de grond en plant zich voor in stroompjes.